# Danh sách di sản văn hóa Tây Ban Nha được quan tâm ở hạt Alt Urgel (tỉnh Lérida)
Danh sách di sản văn hóa Tây Ban Nha được quan tâm ở hạt Alt Urgel (tỉnh Lérida).

## Di tích theo thành phố

### A

#### Arsèguel(Arsèguel)
| Tên               | Dạng            | Địa điểm  | Tọa độ                                        | Số hồ sơ tham khảo? | Ngày nhận danh hiệu? | Hình ảnh     |
| ----------------- | --------------- | --------- | --------------------------------------------- | ------------------- | -------------------- | ------------ |
| Lâu đài Arseguell | Di tích Lâu đài | Arseguell | 42°21′01″B 1°34′56″Đ / 42,350205°B 1,582309°Đ | RI-51-0006245       | 08-11-1988           | Upload image |

### B

#### Bassella(Bassella)
| Tên                | Dạng            | Địa điểm        | Tọa độ                                        | Số hồ sơ tham khảo? | Ngày nhận danh hiệu? | Hình ảnh                         |
| ------------------ | --------------- | --------------- | --------------------------------------------- | ------------------- | -------------------- | -------------------------------- |
| Castellnou Basella | Di tích Lâu đài | Basella         | 41°59′00″B 1°17′08″Đ / 41,98344°B 1,285487°Đ  | RI-51-0006271       | 08-11-1988           | Upload image                     |
| Lâu đài Clua       | Di tích Lâu đài | Basella         | 41°59′27″B 1°16′42″Đ / 41,990954°B 1,278207°Đ | RI-51-0006272       | 08-11-1988           | Upload image                     |
| Lâu đài Aguilar    | Di tích Lâu đài | Basella Aguilar | 42°00′59″B 1°16′32″Đ / 42,016359°B 1,275605°Đ | RI-51-0006273       | 08-11-1988           | Upload image                     |
| Lâu đài Altés      | Di tích Lâu đài | Basella Altés   | 42°01′07″B 1°19′10″Đ / 42,018487°B 1,319404°Đ | RI-51-0006270       | 08-11-1988           | Castillo de Altés · Upload image |
| Tháp Ogern         | Di tích Tháp    | Basella Ogern   | 42°01′25″B 1°20′27″Đ / 42,02361°B 1,340884°Đ  | RI-51-0006274       | 08-11-1988           | Torres de Ogern · Upload image   |

### C

#### Cabó
| Tên          | Dạng            | Địa điểm | Tọa độ | Số hồ sơ tham khảo? | Ngày nhận danh hiệu? | Hình ảnh     |
| ------------ | --------------- | -------- | ------ | ------------------- | -------------------- | ------------ |
| Lâu đài Cabó | Di tích Lâu đài | Cabó     |        | RI-51-0006288       | 08-11-1988           | Upload image |

#### Cava, Lleida
| Tên                 | Dạng            | Địa điểm         | Tọa độ                                        | Số hồ sơ tham khảo? | Ngày nhận danh hiệu? | Hình ảnh     |
| ------------------- | --------------- | ---------------- | --------------------------------------------- | ------------------- | -------------------- | ------------ |
| Lâu đài Cava        | Di tích Lâu đài | Cava             | 42°19′31″B 1°36′24″Đ / 42,325176°B 1,606742°Đ | RI-51-0006850       | 21-02-1989           | Upload image |
| Lâu đài Querforadat | Di tích Lâu đài | Cava Querforadat | 42°19′27″B 1°38′11″Đ / 42,324202°B 1,636359°Đ | RI-51-0006849       | 21-02-1989           | Upload image |

#### Coll de Nargó
| Tên                             | Dạng                           | Địa điểm      | Tọa độ                                        | Số hồ sơ tham khảo? | Ngày nhận danh hiệu? | Hình ảnh                                         |
| ------------------------------- | ------------------------------ | ------------- | --------------------------------------------- | ------------------- | -------------------- | ------------------------------------------------ |
| Lâu đài Montanisell             | Di tích Lâu đài                | Coll de Nargó | 42°11′41″B 1°15′23″Đ / 42,194735°B 1,2563°Đ   | RI-51-0006312       | 08-11-1988           | Upload image                                     |
| Lâu đài Valldirques             | Di tích Lâu đài                | Coll de Nargó | 42°08′41″B 1°14′06″Đ / 42,144612°B 1,235072°Đ | RI-51-0006313       | 08-11-1988           | Castillo de Valldirques · Upload image           |
| Nhà thờ Sant Climent Coll Nargó | Di tích Nhà thờ Kiểu: Románico | Coll de Nargó | 42°10′18″B 1°18′47″Đ / 42,171608°B 1,313188°Đ | RI-51-0001202       | 05-04-1946           | Templo Parroquial de San Clemente · Upload image |

### E

#### El Pont de Bar
| Tên                | Dạng            | Địa điểm                             | Tọa độ                                        | Số hồ sơ tham khảo? | Ngày nhận danh hiệu? | Hình ảnh                             |
| ------------------ | --------------- | ------------------------------------ | --------------------------------------------- | ------------------- | -------------------- | ------------------------------------ |
| Lâu đài Aristot    | Di tích Lâu đài | El Pont de Bar Aristot               | 42°22′46″B 1°37′24″Đ / 42,379494°B 1,623284°Đ | RI-51-0006241       | 08-11-1988           | Castillo de Aristot · Upload image   |
| Lâu đài Bar        | Di tích Lâu đài | El Pont de Bar Bar                   | 42°21′30″B 1°38′23″Đ / 42,358288°B 1,63976°Đ  | RI-51-0006243       | 08-11-1988           | Castillo de Bar · Upload image       |
| Castellnou Cacolze | Di tích         | El Pont de Bar Castellnou de Cacolze | 42°23′15″B 1°34′56″Đ / 42,387601°B 1,582263°Đ | RI-51-0006242       | 08-11-1988           | Castellnou de Cacolze · Upload image |
| Lâu đài Toloriu    | Di tích Lâu đài | El Pont de Bar Toloríu               | 42°21′47″B 1°37′43″Đ / 42,363026°B 1,628513°Đ | RI-51-0006244       | 08-11-1988           | Castillo de Toloriu · Upload image   |

### J

#### Josa i Tuixén(Josa i Tuixén)
| Tên                        | Dạng            | Địa điểm             | Tọa độ                                        | Số hồ sơ tham khảo? | Ngày nhận danh hiệu? | Hình ảnh     |
| -------------------------- | --------------- | -------------------- | --------------------------------------------- | ------------------- | -------------------- | ------------ |
| Recinto tăng cường Tuixent | Di tích Lâu đài | Josá Tuixent Tuixent | 42°13′53″B 1°33′58″Đ / 42,231471°B 1,566174°Đ | RI-51-0006851       | 21-02-1989           | Upload image |
| Tuixén                     | Di tích         | Josá Tuixent Tuixent |                                               | RI-51-0006486       | 08-11-1988           | Upload image |

### M

#### Montferrer i Castellbò(Montferrer i Castellbò)
| Tên                     | Dạng                                | Địa điểm                       | Tọa độ                                        | Số hồ sơ tham khảo? | Ngày nhận danh hiệu? | Hình ảnh                                    |
| ----------------------- | ----------------------------------- | ------------------------------ | --------------------------------------------- | ------------------- | -------------------- | ------------------------------------------- |
| Lâu đài Castellbó       | Di tích Kiến trúc phòng thủ Lâu đài | Montferrer Castellbó Castellbó | 42°22′27″B 1°21′19″Đ / 42,374264°B 1,355187°Đ | RI-51-0006394       | 08-11-1988           | Castillo de Castellbó · Upload image        |
| Tháp Colomers Castellbó | Di tích Kiến trúc phòng thủ Tháp    | Montferrer Castellbó Castellbó | 42°22′30″B 1°21′31″Đ / 42,374869°B 1,358521°Đ | RI-51-0006395       | 08-11-1988           | Torres Colomers de Castellbó · Upload image |

### O

#### Oliana
| Tên                | Dạng            | Địa điểm | Tọa độ                                        | Số hồ sơ tham khảo? | Ngày nhận danh hiệu? | Hình ảnh                              |
| ------------------ | --------------- | -------- | --------------------------------------------- | ------------------- | -------------------- | ------------------------------------- |
| Lâu đài San Andrés | Di tích Lâu đài | Oliana   | 42°05′08″B 1°17′58″Đ / 42,085579°B 1,299338°Đ | RI-51-0006407       | 08-11-1988           | Castillo de San Andrés · Upload image |

#### Organyà(Organyà)
| Tên                                    | Dạng                                      | Địa điểm | Tọa độ                                        | Số hồ sơ tham khảo? | Ngày nhận danh hiệu? | Hình ảnh                                        |
| -------------------------------------- | ----------------------------------------- | -------- | --------------------------------------------- | ------------------- | -------------------- | ----------------------------------------------- |
| Nhà thờ Colegiata Santa María (Orgaña) | Di tích Kiến trúc tôn giáo Kiểu: Románico | Orgaña   | 42°12′41″B 1°19′43″Đ / 42,211266°B 1,328672°Đ | RI-51-0011590       | 24-08-2006           | Iglesia Colegiata de Santa María · Upload image |

### P

#### Peramola
| Tên                      | Dạng            | Địa điểm | Tọa độ                                        | Số hồ sơ tham khảo? | Ngày nhận danh hiệu? | Hình ảnh                            |
| ------------------------ | --------------- | -------- | --------------------------------------------- | ------------------- | -------------------- | ----------------------------------- |
| Lâu đài Peramola         | Di tích Lâu đài | Peramola | 42°03′27″B 1°16′01″Đ / 42,057366°B 1,267052°Đ | RI-51-0006426       | 08-11-1988           | Castillo de Peramola · Upload image |
| Roca Rumbao (Roca Moros) | Khu khảo cổ     | Peramola |                                               | RI-55-0000308       | 02-04-1991           | Upload image                        |
| Tháp Moros               | Di tích Tháp    | Peramola | 42°03′09″B 1°16′09″Đ / 42,052606°B 1,269078°Đ | RI-51-0006427       | 08-11-1988           | Torre de los Moros · Upload image   |

### R

#### Ribera d'Urgellet(Ribera d'Urgellet)
| Tên          | Dạng            | Địa điểm                | Tọa độ                                        | Số hồ sơ tham khảo? | Ngày nhận danh hiệu? | Hình ảnh                        |
| ------------ | --------------- | ----------------------- | --------------------------------------------- | ------------------- | -------------------- | ------------------------------- |
| Lâu đài Tost | Di tích Lâu đài | Ribera de Urgellet Tost | 42°16′21″B 1°23′03″Đ / 42,272466°B 1,384156°Đ | RI-51-0006462       | 08-11-1988           | Castillo de Tost · Upload image |

### S

#### La Seu d'Urgell(La Seu d'Urgell)
| Tên                            | Dạng             | Địa điểm                   | Tọa độ                                        | Số hồ sơ tham khảo? | Ngày nhận danh hiệu? | Hình ảnh                                        |
| ------------------------------ | ---------------- | -------------------------- | --------------------------------------------- | ------------------- | -------------------- | ----------------------------------------------- |
| Nhà thờ chính tòa Seu d'Urgell | Di tích Catedral | Seo de Urgel               | 42°21′28″B 1°27′43″Đ / 42,357851°B 1,461917°Đ | RI-51-0000689       | 03-06-1931           | Catedral de Santa María de Urgel · Upload image |
| Tháp Solsona                   | Di tích Tháp     | Seo de Urgel               | 42°21′41″B 1°26′59″Đ / 42,36143°B 1,449725°Đ  | RI-51-0006485       | 08-11-1988           | Torre de Solsona · Upload image                 |
| Ciudadela Castellciutat        | Di tích          | Seo de Urgel Castellciutat | 42°21′06″B 1°26′28″Đ / 42,351651°B 1,441018°Đ | RI-51-0006484       | 08-11-1988           | Ciudadela de Castellciutat · Upload image       |

### V

#### Les Valls de Valira(Les Valls de Valira)
| Tên                              | Dạng                              | Địa điểm                                  | Tọa độ                                        | Số hồ sơ tham khảo? | Ngày nhận danh hiệu? | Hình ảnh                                                 |
| -------------------------------- | --------------------------------- | ----------------------------------------- | --------------------------------------------- | ------------------- | -------------------- | -------------------------------------------------------- |
| Tu viện San Saturnino Tabérnolas | Di tích Tu viện                   | Valles del Valira                         | 42°22′58″B 1°27′29″Đ / 42,382796°B 1,458183°Đ | RI-51-0000695       | 03-06-1931           | Monasterio de San Saturnino de Tabérnolas · Upload image |
| Lâu đài Ars                      | Di tích Kiến trúc quân sự Lâu đài | Valles del Valira Ars (Valles del Valira) | 42°26′48″B 1°23′49″Đ / 42,446801°B 1,396887°Đ | RI-51-0006533       | 08-11-1988           | Castillo de Ars · Upload image                           |
| Tháp Colomer Bescarán            | Di tích Tháp                      | Valles del Valira Bescarán                | 42°24′15″B 1°32′43″Đ / 42,404235°B 1,545191°Đ | RI-51-0006534       | 08-11-1988           | Upload image                                             |